# HAT-P-22
HAT-P-22 — одиночная звезда в созвездии Большой Медведицы на расстоянии приблизительно 267 световых лет (около 82 парсек) от Солнца. Видимая звёздная величина звезды — +9,76m. Возраст звезды определён как около 12,4 млрд лет.
Вокруг звезды обращается, как минимум, одна планета.

## Характеристики

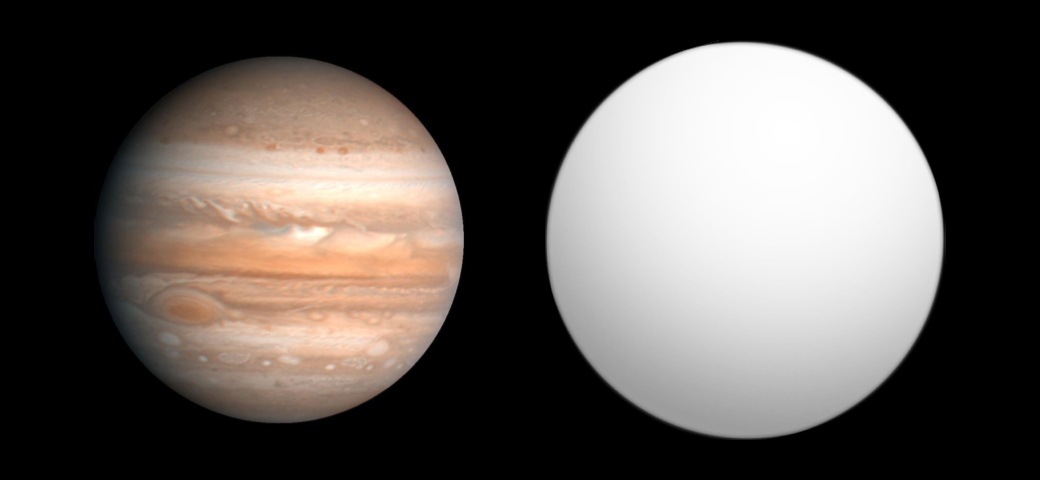
Сравнительные размеры HAT-P-22 b и Юпитера

HAT-P-22 — жёлтый карлик спектрального класса G5. Масса — около 0,916 солнечной, радиус — около 1,08 солнечного, светимость — около 0,818 солнечной. Эффективная температура — около 5281 K.

## Планетная система
В 2010 году командой астрономов, работающих в рамках проекта HATNet, было объявлено об открытии планеты HD 233731 b. Это типичный горячий юпитер — газовый гигант, обращающийся очень близко к родительской звезде. Расчёты показывают, что температура атмосферы планеты равна 1283 Кельвин. HAT-P-22 b обращается почти по круговой орбите, совершая полный оборот за 3,21 суток. Открытие было совершено транзитным методом.
В 2013 году группой астрономов, работающих в рамках проекта HATNet, были заявлены данные о планете HAT-P-22 c.